# Vincent Petit (historien)
Pour les articles homonymes, voir Vincent Petit et Petit.
Vincent Petit né le 31 mars 1971  à Charquemont (Doubs) est un professeur agrégé français en histoire contemporaine, spécialiste et auteur de nombreux articles et ouvrages sur l'histoire de l'Église catholique, politique et culturelle des XIXe siècle et XXe siècle et sur le régionalisme franc comtois.

## Biographie
Né en 1971 à Charquemont dans le Haut-Doubs, il étudie à l'Université de Franche-Comté (avec entre autres pour professeur Gaston Bordet et Michel Vernus), et à l'Université de Göttingen, puis devient professeur agrégé en histoire (1994). 
Il est titulaire d'un doctorat en histoire contemporaine aux universités Paris I Panthéon-Sorbonne et de Fribourg, avec pour thèse « Église et Nation » dirigée par Philippe Boutry et Francis Python (eo) (2008).   
Spécialiste du régionalisme franc comtois et du Haut-Doubs et en histoire religieuse des XIXe siècle et XXe siècle dans une perspective culturelle et politique, il étudie la liturgie catholique et la confrontation entre pratiques sociales (politisation, sécularisation, justice, dynamiques associatives) et les sciences religieuses (ecclésiologie, théologie morale catholique, droit canon, morale).
En 2024, il est nommé expert historique pour la cause de béatification de dom Prosper Guéranger. 

## Publications et articles principaux
- 2025 : La conjuration des hommes libres. Une histoire du serment politique (xviii-xxie siècle), Rennes, Presses universitaires de Rennes, 2025.
- 2023 : La fanfare du petit séminaire. Le clergé catholique et la musique instrumentale (1840-1914) », Revue de musicologie, t. 109/1, 2023, p. 65-90.
- 2021 : (direction) Le Temple national. Prêtres et pasteurs au Parlement français depuis 1789, Presses universitaires de Lyon.
- 2021: Napoléon saint. L'Empereur au Paradis, Cêtre
- 2019 : Effacer la Révolution. Vie et mort des prêtres constitutionnels francs-comtois (1801-1830), Cêtre
- 2015 : "Saint Napoléon. Un saint pour la nation. Contribution à l'imaginaire politique français", dans Napoléonica 2015/2
- 2015 : God save la France. La religion et la nation, (Que Dieu sauve la France en Franglais), Cerf
- 2014 : Comment peut-on (encore) être franc-comtois, contribution à l’histoire du régionalisme, Cêtre
- 2011 : Catholiques et Comtois. Liturgie diocésaine et identité régionale au XIXe siècle, éditions du Cerf
- 2010 : Église et Nation. La question liturgique en France au XIXe siècle, Presses universitaires de Rennes, thèse de doctorat, 2 volumes,  (ISBN 978-2-7535-1014-2)
- 2010 : L’eucharistie sur l’échafaud. La communion des condamnés à mort en France au XIXe siècle », dans Eric Wenzel (dir.), Justice et religion. Regards croisés : histoire et droit, Éditions Universitaires d’Avignon, p. 333-347
- 2008 : L’anticléricalisme est un art. Le Retour de la Conférence peint par Courbet et commenté par Proudhon, dans Caricature et religion(s). Ridiculosa no 15, revue de l’EIRIS (Équipe Interdisciplinaire de Recherches sur l’Image Satirique), Brest, Université de Bretagne occidentale, p. 233-245
- 2008 : Le clergé et la naissance des caisses rurales en Franche-Comté (1893-1914), dans Florent Quellier et Georges Provost (dir.), Du ciel à la terre. Clergé et agriculture (XVIe – XIXe siècle), Presses universitaires de Rennes, p. 335-346
- 2008 : Clergé romain, évêque gallican. La guérilla liturgique au sein du catholicisme français au milieu du XIXe siècle, dans Mélanges de l'École française de Rome. Italie et Méditerranée, 120/1, p. 223-234
- 2007 : Dispute d’état et controverse publique. La querelle liturgique dans le diocèse de Besançon (milieu du XIXe siècle), dans Revue d’Histoire de l’Église de France, t. 93, p. 461-487
- 2006 : Les conscrits des Fourgs et autres nouvelles, Cêtre
- 2004 : Crime et Châtiment en Franche-Comté. Un crime dans la campagne comtoise, éditions Cabédita
- 2004 : Religion, fanfare et politique à Charquemont (Doubs), dans Ethnologie française, p. 707-716
- 2004 : Le Curé et l'Ivrogne. Une histoire sociale et religieuse du Haut-Doubs au XIXe siècle, éditions L'Harmattan, Prix Lucien-Febvre 2004
- 2000 : Le clergé contre l’ivrognerie. La campagne du père Ducreux dans les montagnes du Doubs (1864-1869), dans Histoire & Sociétés rurales, no 13, 1er semestre 2000, p. 93-118
- 1998 : La Clef des champs. Les sociétés musicales du Haut-Doubs horloger au XIXe siècle, Regards Sur le Haut-Doubs,  (ISBN 2-9512662-0-0)